# Gouvernement Keserwan-Jbeil
Das Gouvernement Keserwan-Jbeil (arabisch محافظة كسروان جبيل, DMG Muḥāfaẓat Kisrawān Ǧubail) ist eines der Gouvernemente des Libanon mit 282.222 Einwohnern. Der Verwaltungssitz ist in Jounieh.
Keserwan-Jbeil erstreckt sich über eine Fläche von circa 766 km² und wird im Norden durch das Gouvernement Nord-Libanon, im Osten durch das Gouvernement Baalbek-Hermel, im Süden durch das Gouvernement Libanonberg und im Westen durch das Mittelmeer begrenzt.
Die Distrikte Jbeil und Keserwan wurden laut Beschluss des libanesischen Parlaments vom August 2017 per 7. September 2017 zu dem eigenständigen Gouvernement Keserwan-Jbeil mit Sitz in Jounieh gegründet.
Die Maroniten stellen die große Mehrheit der Bevölkerung im Gouvernement, während die Schiiten die nächstgrößte konfessionelle Gruppe sind.
Das Biosphärenreservat Jabal Moussa befindet sich im Gouvernement.